# Arfoud

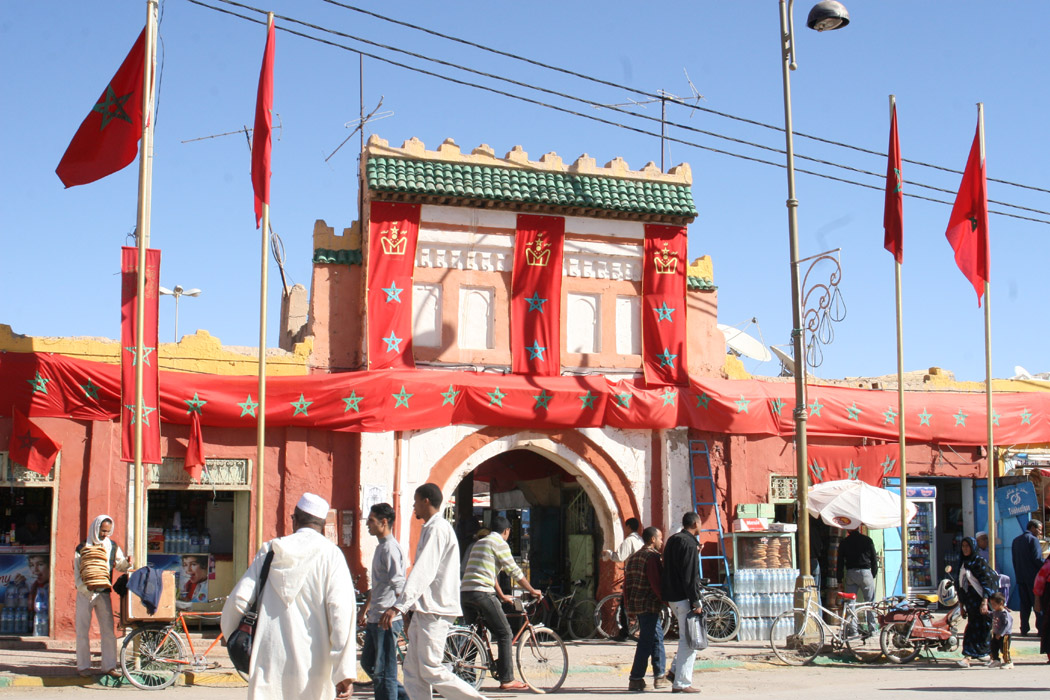
Mercado de Arfoud

Arfoud (pronúncia: árfude; em árabe: أرفود) ou Erfoud (grafia mais usual no passado) é uma cidade, município e oásis do sudeste de Marrocos, que faz parte da província de Errachidia e da região de Meknès-Tafilalet. Em 2004, o município tinha 23 637 habitantes e estimava-se que em 2012 tivesse 28 215 habitantes.

## Descrição e atrações turísticas
Situa-se 73 km a sul de Errachidia, â beira do rio Ziz, 60 km as norte das dunas de Merzouga (Erg Chebbi), 420  a sul de Fez e 500 km a leste de Marraquexe. A relativa proximidade do Erg Chebbi, uma das raras zonas de dunas do Saara existentes em Marrocos, contribui para o desenvolvimento turístico da cidade que, à parte da vila de Rissani, é a última cidade com alguma importância antes do deserto propriamente dito. É uma das extremidades do célebre estrada do Ziz, onde se encontra o túnel de Foum Zabel (ou do Legionário), escavado em 1928 pela Legião Estrangeira para ligar o norte, através de Beni Mellal, ao Tafilalet e das pitorescas gargantas do Ziz.
Localizada num extenso oásis coberto de tamareiras, Arfoud é a maior  povoação do Tafilalet, a região história de onde é originária a dinastia alauita que reina em Marrocos desde o século XVII. No entanto, a cidade só foi fundada em 1913 pelos franceses e por isso tem ruas bem ordenadas, onde ainda é possível encontrar algumas casas tradicionais em taipa. Durante o protetorado francês foi uma cidade-guarnição onde estava estacionada uma unidade da Legião Estrangeira.
Embora algo incaracterística, basicamente um centro administrativo e de comércio, a cidade é o local de passagem e dormida de muitos turistas que acorrem ao Tafilalet, principalmente ao oásis de Rissani e ao Erg Chebbi. Tem alguns atrativos, como os grandes palmeirais de tamareiras, as paisagens de hamada (deserto rochoso) e alguns ksour (plural de ksar, alcácer ou castelo). Do alto duma colina a leste da cidade, o Borj-Est (ou Le Bordj), junto ao Jbel Erfoud, a vista é espetacular, sobre a vastas hamadas, colinas suaves enegrecidas, rochas vermelhas, os palmeirais dos oásis de Arfoud, Jorf, Rissani e Merzouga, os vales do Ziz e do Rheris com os seus meandros, estendendo-se para sul até às dunas do Erg Chebbi.
Duas das atividades económicas características da região são a extração de um tipo raro de mármore negro com fósseis e a produção de tâmaras. Há uma exploração de mármore que pode ser visitada, na estrada para Tinghir, onde o escultor alemão Fred Jansen e o grupo Arts Natura foram pioneiros na técnica de esculpir a pedra de forma a realçar os fósseis a três dimensões. A região é muito rica em fósseis.

## Festa das tâmaras
As maiores festas de Arfoud, chamadas Guetna, têm lugar durante três dias em outubro, comemorando o fim das colheitas de tâmaras. As festas, um mistura de tradições simbólicas, sagradas e entretenimento, atraem milhares de visitantes de fora, que enchem os espetáculos de dança e música folclórica, os concursos das melhores tâmaras e as cerimónias de carácter religioso popular.
Segundo a tradição, as tâmaras atraem boa sorte. Presas aos braços dos bebés asseguram a sua natureza dócil; atiradas às noivas trazem fertilidade; e a sua oferta a estranhos significa amizade.
As festas iniciam-se na manhã do primeiro dia com orações no mausoléu de Moulay Ali Shereet em Rissani. Na noite desse dia tem lugar uma espécie de concurso de moda tradicional, onde são orgulhosamente mostradas sedas bordadas, penteados com joias de prata e ouro, lantejoulas e joalharia requintada. Nos outros dias há procissões, provas de atletismo e espetáculos de música e dança. As festas são encerradas com um espetáculo de música tradicional e cantos espirituais.[a]